# 18624 Prevert
18624 Prevert este o planetă minoră (asteroid) din centura de asteroizi. A fost descoperită pe 27 februarie 1998 la observatoire de la Côte d'Azur⁠(d) de OCA-DLR Asteroid Survey⁠(d) și a fost numită după Jacques Prévert. 
Obiectul prezintă o orbită caracterizată de o semiaxă mare de 3,1170588 UAi, o excentricitate de 0,05, o înclinație de 19,0117 ° în raport cu ecliptica.